# دایکی آساوکا
دایکی آساوکا (انگلیسی: Daiki Asaoka؛ زادهٔ ۲۱ آوریل ۱۹۹۵) بازیکن فوتبال اهل ژاپن است.